# Lucien Rosengart
 (août 2022).
Si vous disposez d'ouvrages ou d'articles de référence ou si vous connaissez des sites web de qualité traitant du thème abordé ici, merci de compléter l'article en donnant les références utiles à sa vérifiabilité et en les liant à la section « Notes et références ».

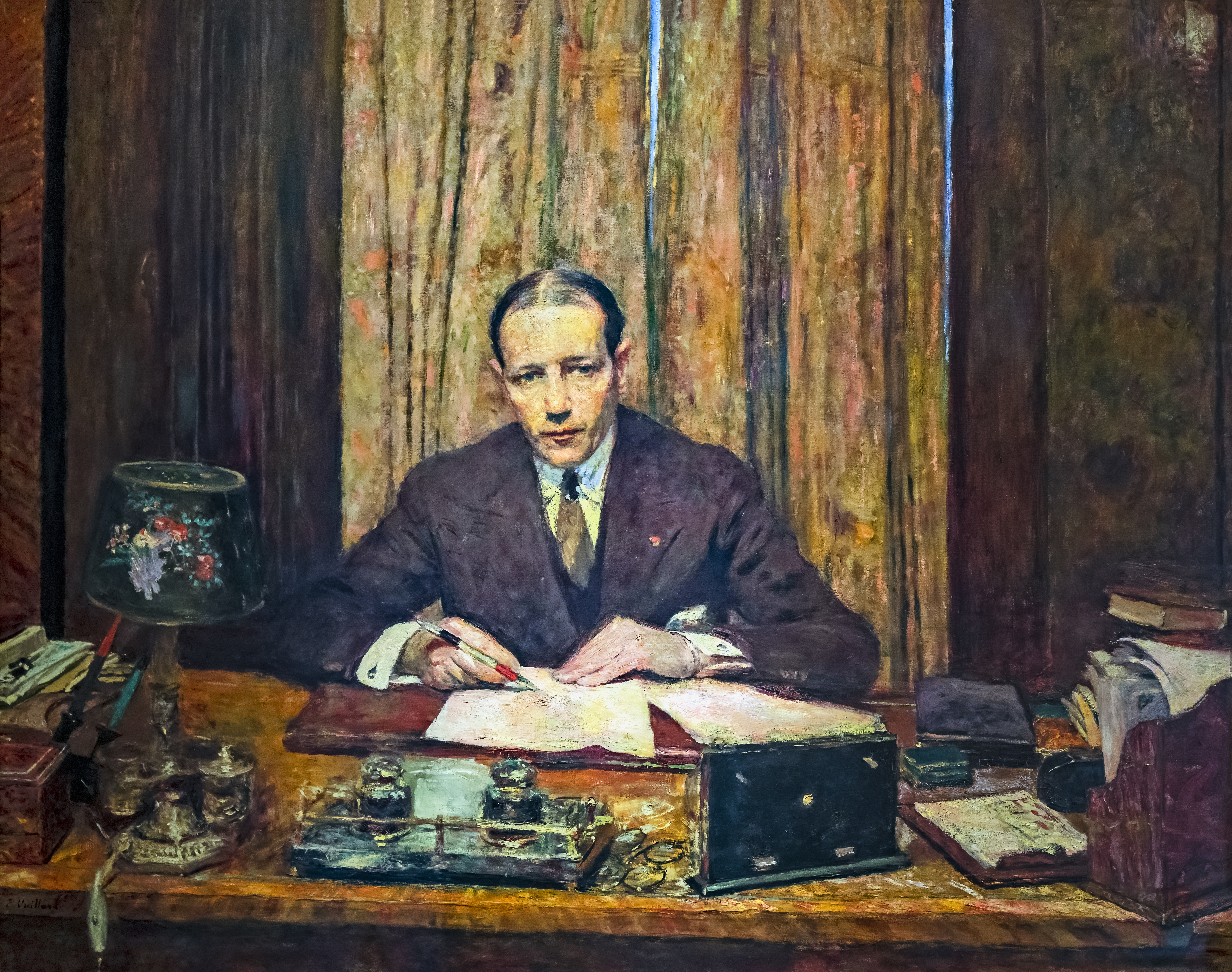
Édouard Vuillard, Lucien Rosengart à sa table de travail (1930).

Lucien Rosengart, né le 11 janvier 1881 à Paris et mort le 27 juillet 1976 à Villefranche-sur-Mer, est un industriel français, fondateur de l'entreprise de construction automobile Rosengart.

## Biographie
Lucien Rosengart est le fils de David Rosengart et de Rosalie Rosina Willig. David Rosengart est né le 3 mai 1849 à Varsovie en Pologne et est mort le 23 février 1918 à Paris. Rosalie Rosina Willig est née le 7 septembre 1847 à Colmar (Haut-Rhin) et est morte le 22 mai 1886 à Paris.
Après des études de mécanique (en 1893, à 12 ans, Lucien Rosengart obtient son CAP de mécanique), il ouvre un atelier à Belleville où il fabrique vis, écrous et rondelles (il invente une vis à bois inoxydable qui sera utilisée dans la construction du métro parisien et fera sa fortune). Inventeur d'une fusée d'obus qui éclate avant impact, il ouvre pendant la Première Guerre mondiale deux usines, à Paris et Saint-Brieuc où sont fabriquées des fusées pour les obus. André Citroën l'appellera pour travailler avec lui. Il fabriquera 100 000 fusées pour obus par jour. 
Il a également inventé, entre autres, un moteur monocylindre amovible qui entraînait la roue arrière des vélos, l'éclairage pour bicyclette, le pédalo, le baby-foot et le financement sur stock (qui était accordé jusqu'alors par hypothèque sur les bâtiments). Passionné de transports fluviaux et maritimes dont il est un ardent défenseur, il a fondé le salon nautique en 1926.
Tenant des petites voitures populaires fabriquées en grand nombre, il contribuera au lancement de la 5cv Citroën, puis développera plus tard ses propres petites voitures de grande série sous son nom.
Recruté à 41 ans en 1923 alors qu'il est directeur adjoint chez Citroën par Robert Peugeot qui veut son aide pour redresser l'entreprise familiale en grande difficulté, il y acquiert rapidement un pouvoir presque sans limite. Il lance Peugeot dans différentes opérations hasardeuses et coûteuses qui amènent l'entreprise au bord de la faillite. Il créera notamment Peugeot Maritime (fabrication de canots à moteurs, à Levallois-Perret mais seulement 10 seront fabriqués). Il sera évincé en 1927 par Jean-Pierre Peugeot qui aura pu reprendre le contrôle des affaires de sa société grâce à un prêt de la banque Oustric & Cie.
La même année, il rachète une ancienne usine à Neuilly, pour se focaliser sur la construction automobile. Il va fabriquer l'Austin Seven sous licence, qui deviendra ensuite la Rosengart LR2, avec le concours de Jules Salomon qu'il a côtoyé lors de ses passages chez Citroën et chez Peugeot, et crée la Société Rosengart.
Ce modèle battra un record de distance sur route (100 000 kilomètres) entre les mains de François Lecot, qui plus tard se tournera vers Citroën, Lucien Rosengart ne souhaitant pas poursuivre l'expérience malgré des débuts enthousiastes.
En 1935, il fait face à de graves difficultés financières : sa gamme est trop étendue, certains modèles se vendent mal. Par un jeu d'écritures comptables et d'opérations financières, Lucien Rosengart évite le dépôt de bilan et crée une nouvelle entreprise, la Société Industrielle de l'Ouest Parisien (SIOP) qui succède en 1936 à la SA Rosengart.
En 1942, Lucien Rosengart part vivre discrètement dans le sud de la France afin d'éviter d'être inquiété à cause de ses origines juives. Après la guerre, il vend la SIOP et se détache de ses affaires pour s'adonner à la peinture.
Il est président du Salon nautique.
Édouard Vuillard a fait son portrait en 1930 actuellement au musée d’Orsay. Rosengart est inhumé au cimetière de Montrouge.
Lucien Rosengart apparaît dans le roman d'Erik Orsenna, L'Exposition coloniale. Notamment, il est le fournisseur des voitures électriques (pas tout à fait fiables) qui permettent aux visiteurs « VIP » de parcourir les attractions de l'exposition coloniale 1931 au bois de Vincennes.

## Articles annexes
- Rosengart